# Evangelische Kirche (Krucemburk)

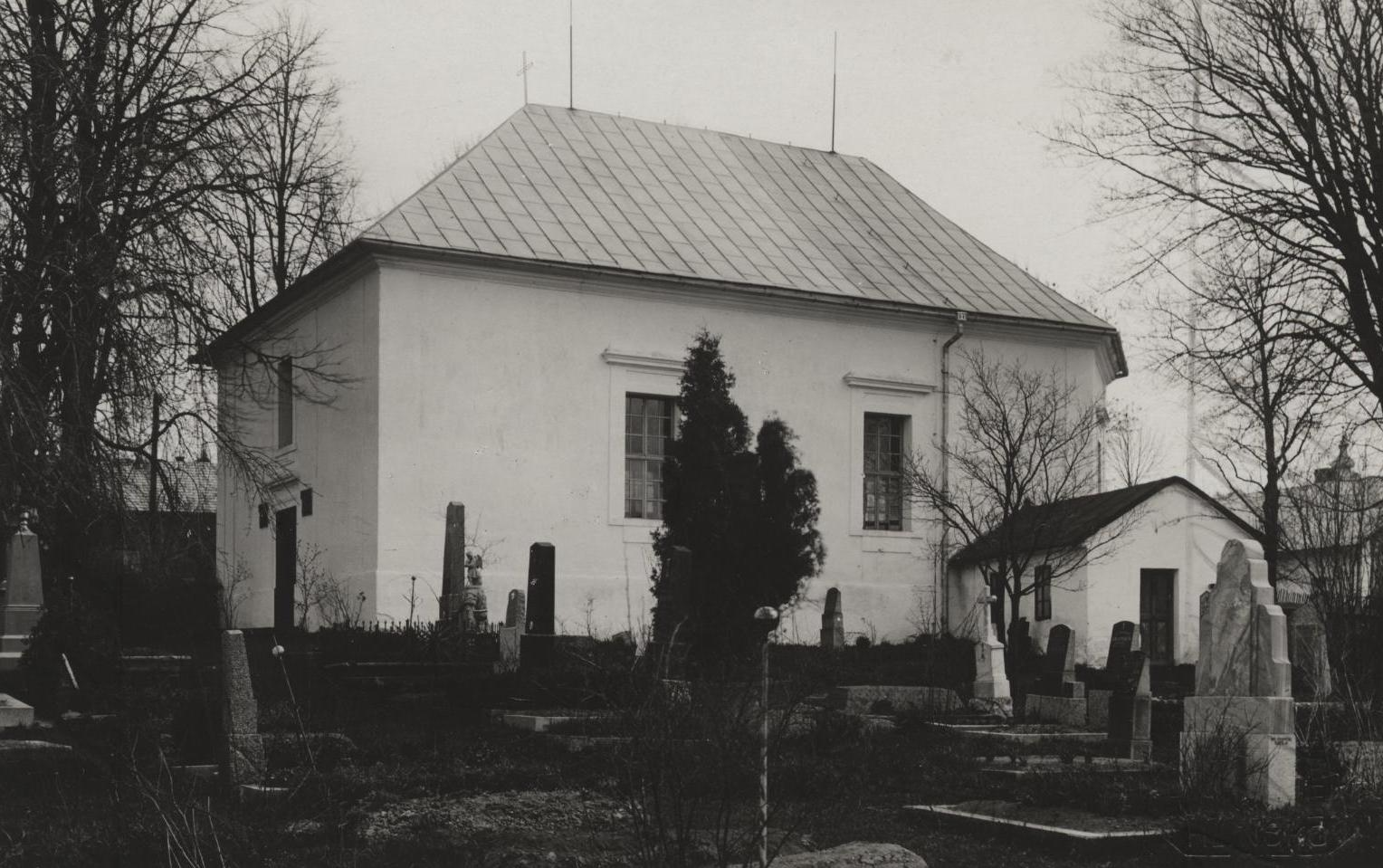
Evangelische Kirche Kreuzberg

Die Evangelische Kirche ist die evangelisch-lutherische Gemeindekirche von Krucemburk (deutsch: Kreuzberg) im Okres Havlíčkův Brod in Tschechien. Sie gehörte der Evangelischen Superintendentur A. B. Ostböhmen, bis 1945 der Deutschen Evangelischen Kirche in Böhmen, Mähren und Schlesien an. Die Kirche wird heute von der Tschechoslowakischen Hussitischen Kirche betreut.

## Geschichte
Nach dem Erlass des josephinischen Toleranzedikts von 1781 wurde Kreuzberg 1782 als älteste Gemeinde des Augsburgischen Bekenntnisses im Königreich Böhmen gegründet. Unter dem Pfarrer Jan Molitoris wurde im Juni 1786 das erste lutherische Bethaus aus Holz errichtet. Bereits 1821 plante Pfarrer Jakob Benesch den Bau eines Backsteingebäudes, der aber aus finanziellen Gründen nicht zustande kam. Erst am 13. Juni 1839 konnte unter dem Pfarrer Jiří Holeček und mit finanzieller Unterstützung durch Gemeinden in Preußisch-Schlesien und Österreich das nach dem Plan von Jan Wurm als einfache Saalkirche mit polygonalem Chorschluss in klassizistischen Bauformen ausgeführte steinerne Bauwerk errichtet werden, das wie das frühere Bethaus ohne Kirchturm verblieb. Die Einweihung der Kirche fand am 13. Dezember 1840 statt.